# Jaapiella galatellagemmae
Jaapiella galatellagemmae är en tvåvingeart som beskrevs av Fedotova 2003. Jaapiella galatellagemmae ingår i släktet Jaapiella och familjen gallmyggor. Inga underarter finns listade i Catalogue of Life.